# Château d'Anglefort
Le château d'Anglefort est un ancien château fort, centre de la seigneurie d'Anglefort, reconstruit en 1741, qui se dresse sur la commune d'Anglefort dans le département de l'Ain en région Auvergne-Rhône-Alpes.
Le château fait l’objet d’une inscription partielle au titre des monuments historiques par arrêté du 1er août 1974. Seul l'escalier intérieur avec sa cage sont inscrits.

## Situation
Le château est situé dans le département français de l'Ain sur la commune d'Anglefort. Il contrôlait l'ancien chemin de Seyssel à Belley.

## Histoire
Il subsiste encore quelques parties de l'ancien château fort, ancien fief en toute justice possédé successivement par les familles de Maillans et de la Porte.
Le 18 octobre 1571, par lettres, vérifiées en la Chambre des comptes de Savoie le 10 novembre suivant, le village, la paroisse d'Anglefort, avec la maison noble de Bossin, sont inféodés, en toute justice haute, moyenne et basse, par le duc Emmanuel-Philibert de Savoie, à Claude Gaspard de Maillans, seigneur de Bossin, conseiller d'État de son altesse, juge-mage en Bugey, qui fut le premier seigneur d'Anglefort. La seigneurie d'Anglefort est dans le mandement de Seyssel.
Ignace de Maillans, son petit-fils, vivant vers 1650, est seigneur d'Anglefort.
Joseph de Maillans, écuyer, le vend, en 1715, à Pierre-Joseph de la Porte qui construit le château actuel vers 1741, et dont le fils en fournira le dénombrement au roi en 1770.